# Dragontooth

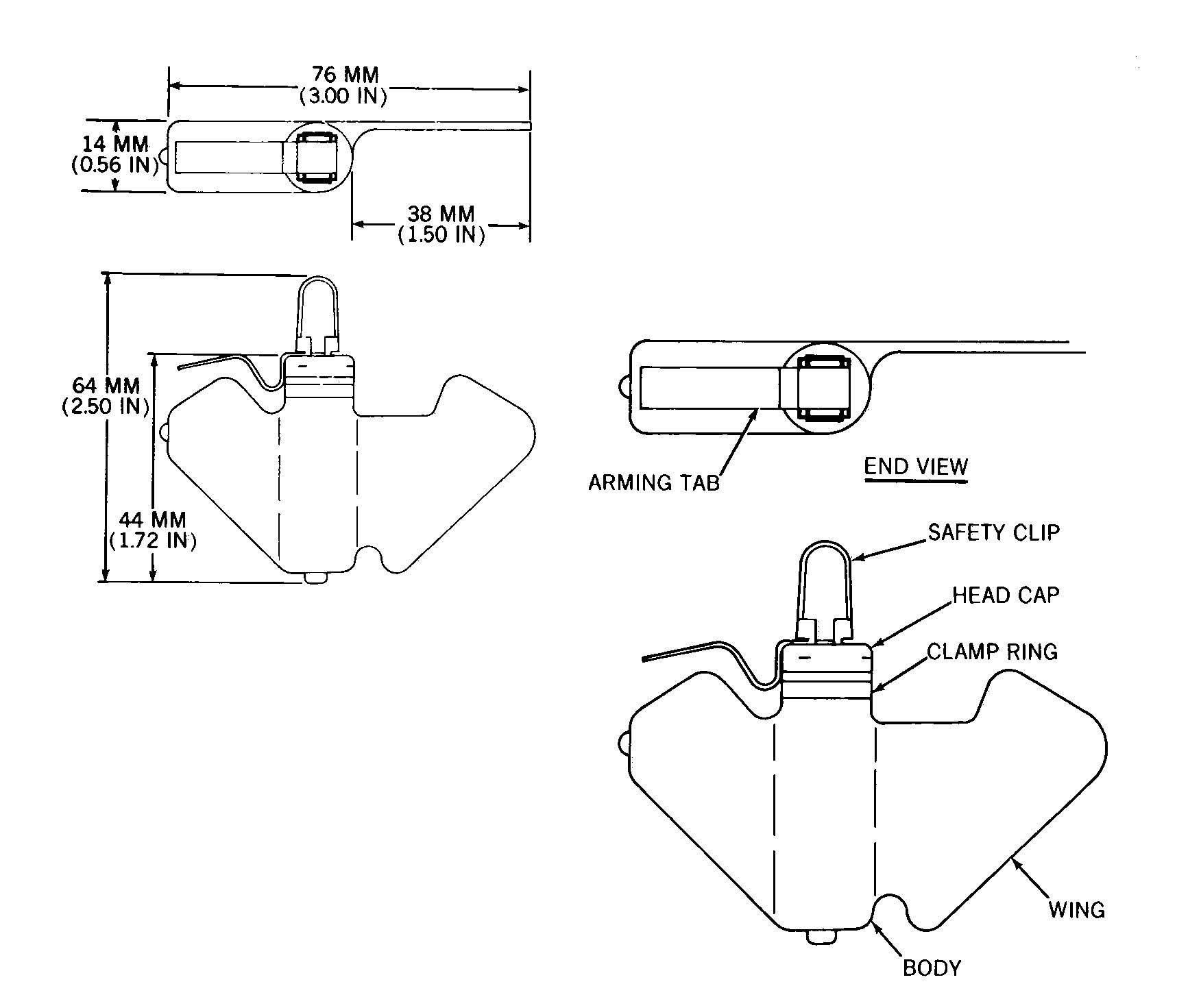
Externe Ansicht

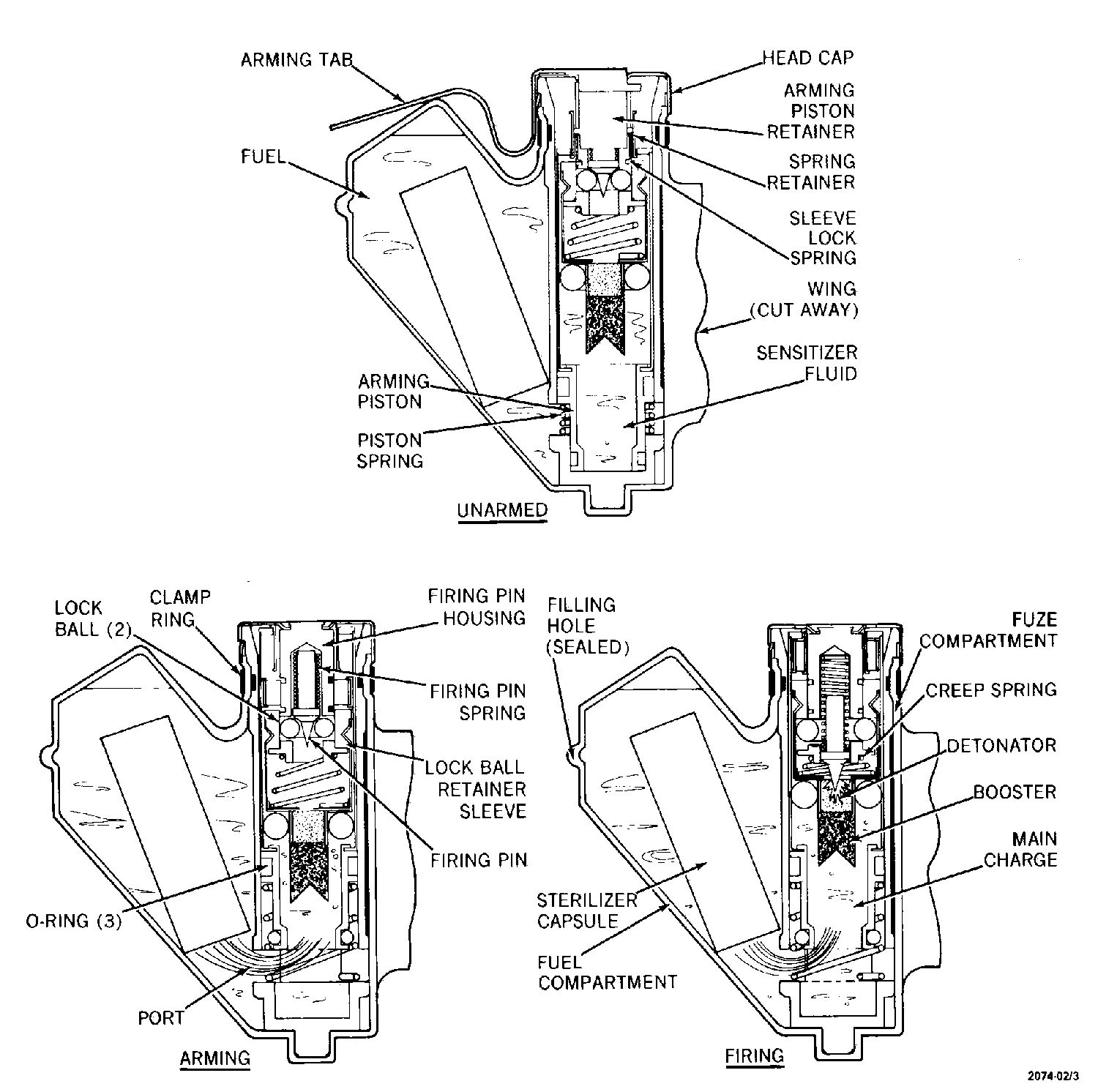
Interne Ansicht

Dragontooth (englisch für Drachenzahn) ist die Umgangsbezeichnung für die US-amerikanischen Antipersonenminen BLU-43/B, BLU-44/B und BLU-44A/B (BLU = Bomb Live Unit). Es handelt sich um per Flugzeug verlegte Streuminen, wegen ihrer Form Schmetterlingsmine genannt, welche mit einem Druckzünder ausgestattet sind und als Sprengmine wirken. Die Varianten haben ein identisches Äußeres, unterscheiden sich aber im Prozess zur Selbstdeaktivierung.

## Geschichte
Die Mine wurde von Aerojet, einem US-amerikanischen Technologieunternehmen, entwickelt. Der binäre Flüssigsprengstoff und der Zünder wurde von Aerojet im Jahre 1966 zum Patent angemeldet. Produziert wurde sie von „Batesville Manufacturing“ in Camden, einem Tochterunternehmen von Aerojet.
Die „Dragontooth“-Minen wurden für den Vietnamkrieg entwickelt und eingesetzt, um bestimmte Gebiete temporär unpassierbar zu machen. Trotz ihrer extensiven Verwendung im Vietnamkrieg wurden die Minen nie als Standardausrüstung des U.S. Militärs eingeführt.
| Jahr  | 1966      | 1967       | 1968       | Gesamt     |
| ----- | --------- | ---------- | ---------- | ---------- |
| Stück | 2.222.400 | 17.664.000 | 11.587.000 | 31.437.400 |

Die Dragontooth-Mine wurde von der Sowjetunion als PFM-1 nachkonstruiert und in großer Zahl in den 1980er Jahren im Afghanistankrieg verwendet. Vizepräsident George H. W. Bush machte den Sowjets Vorwürfe, die Minen wären wie Spielzeuge modelliert, damit Kinder diese aufheben und zu Schaden kommen. Dass die USA selbst diese Art von Minen im Vietnamkrieg nutzte, wurde hingegen verschwiegen.

## Technische Beschreibung
Die Minen haben die Form einer breiten Pfeilspitze. Der Minenkörper und der flache Flügel bestehen aus widerstandsfähigem Kunststoff. Teile des Zünders und einige Sicherheitselemente bestehen aus Metall, ebenso wie die mit abgeworfenen Ausstoßrahmen. Die Minen sind olivgrün, hellbraun, braun oder mit Tarnmuster versehen. Es sind keine Identifizierungskennzeichen an der Mine angebracht.
Ihre asymmetrische Form versetzt sie nach Abwurf in Autorotation (ähnlich wie Ahornsamen) und sie sinken, auch ohne Fallschirm, relativ langsam zu Boden. Dabei haben die Minen ein geringes Gewicht von nur 20 g. Die Größe ist 76 mm × 44 mm × 14 mm.
Die Mine ist lediglich mit 8 g Flüssigsprengstoff aus Nitromethan / Nitroethan gefüllt. Die Menge der Sprengstoffladung ist so gewählt, dass die Explosion der Mine Verletzungen am Fuß oder Unterschenkel verursacht. Sie ist aber nicht stark genug, ein Fahrzeug zu beschädigen.
Der binäre Sprengstoff der Mine basiert auf zwei Flüssigkeiten, die sich erst nach dem Abwurf zu einem Flüssigsprengstoff vermischen. Die eine Komponente des Sprengstoffs befindet sich in dem dicken Flügel, die andere in dem runden mittleren Teil. Beim Abwurf wird die Sicherung entfernt, eine gespannte Feder bewegt einen bis dahin gesperrten Zylinder und dieser gibt eine Öffnung zwischen den beiden Flüssigkeiten frei. Diese vermischen sich und formen den Flüssigsprengstoff. Die Explosion wird initiiert, wenn Druck auf das biegsame Gehäuse ausgeübt wird. Dadurch wirkt hydraulischer Druck auf eine Hülse. Überwindet der hydraulische Druck den Gegendruck einer Haltefeder, wird die Hülse so weit herausgeschoben, dass ein Sicherungselement den Zündstift freigibt. Der von einer weiteren Feder angetriebene Zündstift schlägt auf ein Anzündhütchen. Das Anzündhütchen zündet die Verstärkerladung und diese dann den Flüssigsprengstoff.
Die Minen haben ein chemisches System, welches die Mine nach einiger Zeit deaktiviert. Dabei hat BLU-43/B eine kurze BLU-44/B und BLU-44A/B eine längere Zeit bis zur Selbstdeaktivierung.
Die Dragontooth-Minen wurden als Nutzlast in folgender Streumunition genutzt:
- 4800 BLU-43/B als CBU-28/A im SUU-13/A Abwurfcontainer (40 CDU-2/B Ausstoßrahmen mit jeweils 120 Minen)
- 4800 BLU-44/B als CBU-37/A im SUU-13/A Abwurfcontainer (40 CDU-3/B Ausstoßrahmen mit jeweils 120 Minen)

Wahrscheinlich wurde auch die Bezeichnung CBU-37/A (CBU: Cluster Bomb Unit) gewählt, wenn BLU-44A/B die Nutzlast war.
Daneben wurden noch die Trainingsminen BLU-43(T-1)/B und -43(T-2)/B entwickelt.